# Fortiche
Fortiche Production SAS er et fransk animationsstudie med hovedkontor i Paris. Animationsstudiet er kendt for den populære tv-serie Arcane, der udkom på Netflix i November 2021.

## Udvikling
Fortiche Production SAS blev grundlagt i 2009 og skabte oprindeligt reklamer for Coca-Cola, Honda, Samsung, Panasonic og MTV. Siden dets begyndelse, har studiets stil været defineret af en kombination af 2D og 3D animation, kaldt "Touche Fortiche".
Studiet begyndte sidenhen at lave musikvideoer til Freak Kitchen, Gorillaz og LIMOUSINE. Musikvideoerne fangede flere spilvirksomheders opmærksomhed, eksempelvis Ubisoft, Volition Studios, Carbine Studios og Riot Games. I samarbejde med Riot Games skabte Fortiche indtil flere kortfilm og spiltrailere, samt musikvideoer, hvor især Pop/Stars fik succes.
Studiet skabte også titelsekvensen til serien Rabbids Invasion, som blev sendt i 2013 frem til 2019 på Netflix og Nickelodeon i samarbejde med Ubisoft.
I 2015 sendte den franske kanal France 2 den 55 minutter lange historiske dokumentarfilm Le dernier Gaulois om Gallerkrigene animeret af Fortiche. Til denne film benyttede studiet Motion Capture -teknologi.
På Cartoon Movie messen i Bordeaux i 2017 pitchede studiet film projektet Miss Saturne med en pilotkortfilm.

### Arcane
I november 2021 udgav Fortiche i samarbejde med Riot Games serien Arcane, der tager sted i League of Legends -universet. Serien udkom på Netflix og i Kina på Tencent Video. Serien var verdens mest sete på Netflix i to uger i november 2021 og fik stor ros fra anmeldere.
I den seks år lange produktion af Arcane voksede studiets antal af medarbejdere fra omkring 15 til omkring 300 ansatte. Studiet udvidede i 2020 med afdelinger i Montpellier og Las Palmas. Studiets omsætning steg til 16,4 millioner euro i 2021. Le Figaro har rapporteret at budgettet for Arcane var på 60-80 millioner euro. I november 2021 annoncerede Nicolo Laurent, CEO for Riot Games, at en opfølgende sæson var bestilt ved Fortiche. Den anden og sidste sæson af Arcane havde premiere den 9. november 2024 og sluttede den 23. november.
Den 14. marts 2022 annoncerede Riot Games en ny aktieinvestering i Fortiche Production.  Ifølge investeringens betingelser har Riot Games nu en betydelig ikke-kontrollerende aktiepost i Fortiche. Brian Wright (Chief Content Officer hos Riot Games) og Brendan Mulligan (direktør for Corporate Development hos Riot Games) trådte i forbindelse med investeringen ind i bestyrelsen for Fortiche. 

## Filmografi

### Film
- Penelope of Sparta (i produktion)

### Tv-serier
- Rocket &amp; Groot (2017)
- Arcane (2021-2024) [15]
- Miss Saturne (i produktion)

### Musikvideoer
- " DoYaThing " - Gorillaz med James Murphy og Andre 3000 (2012)
- "Get Jinxed" - Agnete Kjølsrud og Christian Linke (2013)
- " Warriors " - Imagine Dragons (2014)
- " Pop/Stars " - K/DA med Madison Beer, (G)I-DLE og Jaira Burns (2018)
- "Rise" - Mako med The Word Alive og The Glitch Mob (2018)
- " Enemy " - Imagine Dragons and JID (2021)
- "Blood Sweat & Tears" - Sheryl Lee Ralph (2024)

### Film
- Le dernier Gaulois (2015) – TV-film [5]

## Eksterne links
- Officiel hjemmeside
- Arcane: Bridging the Rift | League of Legends - Dokumentar i fem dele om produktionen af Arcane
- Videoer i kronoligisk rækkefølge på hjemmesiden Catsuka (Cartoon-news) (fransk)